# Du'aine Ladejo
Du’aine Ladejo (* 14. února 1971, Paddington) je bývalý britský atlet, který se věnoval hladké čtvrtce a štafetovým běhům, mistr Evropy v běhu na 400 metrů z roku 1994.
V roce 1994 se stal dvojnásobným mistrem Evropy – v běhu na 400 metrů a ve štafetě na 4 × 400 metrů. Dvakrát zvítězil v běhu na 400 metrů rovněž na halovém mistrovství Evropy – v letech 1994 a 1996. Startoval na dvou olympiádách – jako člen britské štafety na 4 × 400 metrů vybojoval v Barceloně v roce 1992 bronzovou medaili, v Atlantě o čtyři roky později stříbrnou.
Po skončení sportovní kariéry účinkoval v několika reality show a obdobných pořadech v britských televizích.